# 보톡스 (음악 그룹)
보톡스는 대한민국의 음악 그룹이다.

## 방송
- 쇼킹 나이트 (2023) - Top20

## 음반
- MBN Y2K 댄스 가요제 <쇼킹나이트> 1회 (2023)
- MBN Y2K 댄스 가요제 <쇼킹나이트> 5회 (2023)
- 날려버려 (2023)